# D619 (Aube)
De D619 is een departementale weg in het Noord-Franse departement Aube. De weg loopt van de grens met Seine-et-Marne via Romilly-sur-Seine, Troyes en Bar-sur-Aube naar de grens met Haute-Marne. In Seine-et-Marne loopt de weg als D619 verder naar Provins en Parijs. In Haute-Marne loopt de weg verder als D619 naar Chaumont en Belfort.

## Geschiedenis
Oorspronkelijk was de D619 onderdeel van de N19. In 2006 werd de weg overgedragen aan het departement Aube, omdat de weg geen belang meer had voor het doorgaande verkeer vanwege de parallelle autosnelweg A5. De weg is toen omgenummerd tot D619.